# ری گیلبرت
ری گیلبرت (انگلیسی: Ray Gilbert؛ ۵ سپتامبر ۱۹۱۲–۳ مارس ۱۹۷۶) موسیقی‌دان و ترانه‌سرای اهل ایالات متحده آمریکا بود.
وی در سال ۱۹۴۷ میلادی، برندهٔ جایزه اسکار بهترین ترانه شد.
او همسر سوم «جنیس پیج» بود و دخترش «جون گیلبرت» نیز بازیگر و خواننده است.